# Dust Lane
 (mai 2010).
Si vous disposez d'ouvrages ou d'articles de référence ou si vous connaissez des sites web de qualité traitant du thème abordé ici, merci de compléter l'article en donnant les références utiles à sa vérifiabilité et en les liant à la section « Notes et références ».
Albums de Yann Tiersen
Palestine EP
(2010) Skyline (album)
Dust Lane est un album de Yann Tiersen sorti le 11 octobre 2010. Sa sortie est précédée du lancement d'un maxi du nom de Palestine.

## Liste des titres
1. Amy
2. Dust Lane
3. Dark Stuff
4. Palestine
5. Chapter 19
6. Ashes
7. Till The End
8. Fuck Me